# 湯浅芳子賞
湯浅芳子賞（ゆあさよしこしょう）は、かつて存在した文学賞。翻訳劇を対象とした、日本では珍しい賞だった。

## 概要
チェーホフ四大戯曲の名訳で知られるロシア文学者湯浅芳子の功績を記念して設けられた賞で、外国戯曲の上演と翻訳・脚色で優れた成果を上げた団体や個人に贈られる。公益信託湯浅芳子記念翻訳劇助成基金主催。湯浅の遺産をもとに、受賞者に毎年300万円程度を助成する。賞金は2004年第11回までは各100万円だったが、2005年第12回からは各50万円に減額した。最終的に基金残高減のため、2008年第15回で幕を閉じたが、翌2009年から小田島雄志・翻訳戯曲賞に引き継がれた。

## 受賞一覧
| 回（年）         | 部門       | 受賞者（作品） | 授賞式                                         |
| ---------------- | ---------- | --- | ---------------------------------------------- |
| 第1回（1994年）  | 戯曲上演   | TPT（シアタープロジェクト東京）（「テレーズ・ラカン」「あわれ彼女は娼婦」「背信」の連続上演） | 3月19日 於東京・箱崎のロイヤルパークホテル     |
| 第1回（1994年）  | 翻訳・脚色 | 吉田美枝（本名・垣ヶ原美枝）（「テレーズ・ラカン」「背信」「スラブ・ボーイズ」の翻訳） 三田地里穂（「小さな勝利」「ヴァニティーズ」の翻訳） | 3月19日 於東京・箱崎のロイヤルパークホテル     |
| 第2回（1995年）  | 戯曲上演   | 加藤健一事務所（「パパ、アイ・ラブ・ユー！」「イッツ・ショー・タイム！」「審判」「ブラック・コメディ」） | 不明                                           |
| 第2回（1995年）  | 翻訳・脚色 | 松岡和子（「間違いの喜劇」「ロミオとジュリエット」「夏の夜の夢」「ローゼンクランツとギルデンスターンは死んだ」の翻訳） 八木柊一郎（俳優座公演「カラマーゾフの兄弟」の脚色） 話劇人社中国現代戯曲集編集委員会（『中国現代戯曲集・第一集』の編集・翻訳） | 不明                                           |
| 第3回（1996年）  | 戯曲上演   | ひょうご舞台芸術（栗山民也演出「GHETTO/ゲットー」） | 不明                                           |
| 第3回（1996年）  | 翻訳・脚色 | 小田島恒志（「What a Sexy Dinner!」「GHETTO/ゲットー」「FUNNY MONEY」の翻訳） ラヴ・レターズ (戯曲)>青井陽治（「ジェフリー」「ジェミニ」「ソフィストリー（詭弁）」「ラブ・レターズ」「セイムタイム・ネクストイヤー」の翻訳）                           | 不明                                           |
| 第3回（1996年）  | 特別賞     | 劇団仲間（「森は生きている」（1953年湯浅初訳）の1600回上演達成） | 不明                                           |
| 第4回（1997年）  | 戯曲上演   | シェイクスピア・シアター（「アテネのタイモン」「間違いの喜劇」「マクベス」） | 3月17日 於ロイヤルパークホテル                 |
| 第4回（1997年）  | 翻訳・脚色 | 丹野郁弓（「幸せの背くらべ」「エニシング・ゴーズ」の翻訳） 勝田安彦（「I DO! I DO!――結婚物語」「ラヴ」「フル・サークル」の翻訳） | 3月17日 於ロイヤルパークホテル                 |
| 第5回（1998年）  | 戯曲上演   | シアターＸ（「王女イヴォナ」ヴィトルド・ゴンブローヴィッチ作、関口時正訳、ヤン・ペシェク演出） | 3月16日 於ロイヤルパークホテル                 |
| 第5回（1998年）  | 翻訳・脚色 | 毛利三彌（イプセンの現代劇11本を個人全訳した『イプセン戯曲選集』） 小沢僥謳（劇団プロジェクトOIE公演「ヴェロニカの部屋」「リサの瞳の中に」の翻訳） | 3月16日 於ロイヤルパークホテル                 |
| 第6回（1999年）  | 戯曲上演   | 佐藤正隆事務所（「死と乙女」アリエル・ドーフマン作、芦沢みどり訳、高瀬久男演出） | 3月19日 於ロイヤルパークホテル                 |
| 第6回（1999年）  | 翻訳・脚色 | 高田和文（「ミランドリーナ・宿の女主人」「天使たちがくれた夢は……？」の翻訳） 松本修（「プラトーノフ」の脚色） | 3月19日 於ロイヤルパークホテル                 |
| 第7回（2000年）  | 戯曲上演   | グローブ座カンパニー（「子供のためのシェイクスピア」シリーズ） | 3月17日 於ロイヤルパークホテル                 |
| 第7回（2000年）  | 翻訳・脚色 | 岩淵達治（「ブレヒト戯曲全集」全8巻の個人全訳） 菱沼彬晁（沈虹光作「長江 乗合い船」「幸せの日々」、過士行作「棋人」の翻訳） | 3月17日 於ロイヤルパークホテル                 |
| 第8回（2001年）  | 上演       | 劇団昴（「肉体の清算」「罪と罰」「怒りの葡萄」） | 3月22日 於ロイヤルパークホテル                 |
| 第8回（2001年）  | 翻訳・脚色 | 鴇澤麻由子（「青春・最終章 僕たちの決算」「ザ・ウィアー（堰）」の翻訳） 常田景子（「パウダー・ケグ」「パーフェクト・デイズ」「ツー・ポイント・ファイブ・ミニット・ライド」の翻訳）                                                                     | 3月22日 於ロイヤルパークホテル                 |
| 第9回（2002年）  | 上演       | 文学座アトリエの会（「ペンテコスト」） | 3月20日 於ロイヤルパークホテル                 |
| 第9回（2002年）  | 翻訳・脚色 | 吉原豊司（「ハイ・ライフ」「サラ」などの翻訳） 堀江新二（「結婚」の翻訳と、モスクワ・エトセトラ劇場来日公演「人物たち」の翻訳、文芸協力） | 3月20日 於ロイヤルパークホテル                 |
| 第10回（2003年） | 上演       | 地人会（「丘の上のイエッペ」「歌え、悲しみの深き淵より」） | 3月20日 於ロイヤルパークホテル                 |
| 第10回（2003年） | 翻訳・脚色 | 小宮山智津子（「ピッチフォーク・ディズニー」「ささやく声」「宇宙でいちばん速い時計」「ヒカリ・カガヤク」の翻訳） 佐和田敬司（「オナー」「ストールン」「嘆きの七段階」の翻訳）                                                                          | 3月20日 於ロイヤルパークホテル                 |
| 第11回（2004年） | 上演       | 東京演劇集団風（「肝っ玉おっ母とその子供たち」「冬」「出口なし」など） | 3月30日 於東京・表参道のアイビーホール青学会館 |
| 第11回（2004年） | 翻訳・脚色 | 山形治江（シアターコクーン公演「エレクトラ」の翻訳） | 3月30日 於東京・表参道のアイビーホール青学会館 |
| 第12回（2005年） | 上演       | 演劇集団 円（「Ｌｉｆｅ×3」「ビューティ・クイーン・オブ・リーナン」） | 3月23日 於アイビーホール青学会館               |
| 第12回（2005年） | 翻訳・脚色 | 酒井洋子（「ルームサービス」「十二人の怒れる男たち」の翻訳とドラマトゥルグも務めた「THE CRISIS」の翻訳） 目黒条（「ピローマン」の翻訳） | 3月23日 於アイビーホール青学会館               |
| 第13回（2006年） | 上演       | 自転車キンクリーツカンパニー（テレンス・ラティガン3作連続上演の舞台成果） | 3月27日 於アイビーホール青学会館               |
| 第13回（2006年） | 翻訳・脚色 | 山内あゆ子（「エドモンド」「スケリグ―肩胛骨は翼のなごり」の翻訳） 白井晃（「偶然の音楽」の脚色） | 3月27日 於アイビーホール青学会館               |
| 第14回（2007年） | 上演       | 東京演劇アンサンブル（「ガリレイの生涯」「セチュアンの善人」のブレヒト劇上演） | 3月29日 於アイビーホール青学会館               |
| 第14回（2007年） | 翻訳・脚色 | 徐賀世子（「ヴァージニア・ウルフなんかこわくない？」の翻訳） 鈴木小百合（「漂う電球」「アラブ・イスラエル・クックブック」の翻訳） | 3月29日 於アイビーホール青学会館               |
| 第15回（2008年） | 上演       | パニック・シアター（「ラスト・シーン」「ラウルの足あと」上演の成果 | 3月24日 於アイビーホール青学会館               |
| 第15回（2008年） | 翻訳・脚色 | 岩切正一郎（「ひばり」「カリギュラ」の翻訳） 石川樹里（「呉将軍の足の爪」の翻訳） | 3月24日 於アイビーホール青学会館               |

## 小田島雄志・翻訳戯曲賞
基金残高不足のため終了した湯浅芳子賞を継ぐため、演劇評論家小田島雄志が私財を投じて設けた。小田島は、湯浅同様チェーホフ作品に傾倒し、名をもじって池永保夫という筆名を使ったことがあるほか、息子の恒志が第3回湯浅芳子賞を受賞しているなどの縁がある。選考は小田島が行い、賞金は各10万円。第11回より実行委員会が名称と趣旨を引き継ぎ、翻訳者個人に加え、優れた上演成果を挙げた団体なども受賞対象となった。
| 回（年）         | 受賞者（作品） | 贈呈式                                       |
| ---------------- | --- | -------------------------------------------- |
| 第1回（2008年）  | 薛珠麗（せつしゅれい）（ランフォード・ウィルソン作「バーム・イン・ギリヤド」） 佐藤康（イヨネスコ作「瀕死の王」） | 2009年1月13日 於東京・東池袋のあうるすぽっと |
| 第2回（2009年）  | 新野守広（マリウス・フォン・マイエンブルグ作「火の顔」とファルク・リヒター作「崩れたバランス」） 広田敦郎（トム・ストッパード作「コースト・オブ・ユートピア」） | 2010年1月18日 於あうるすぽっと               |
| 第3回（2010年）  | 平川大作（オーウェン・マカファーティ作「モジョ ミキボー」） 小川絵梨子（サム・シェパード作「今は亡きヘンリーモス」） | 2011年1月17日 於あうるすぽっと               |
| 第4回（2011年）  | 高橋知伽江（ノエル・カワード作「秘密はうたう」「出番を待ちながら」） 須藤鈴（ロバート・Ｊ・メリット作「ケーキマン」） 特別賞：富永由美（ラーシュ・ノレーン作「悪魔たち」） | 2012年1月16日 於あうるすぽっと               |
| 第5回（2012年）  | 阿藤智恵（トレーシー・レッツ作「シュペリオール・ドーナツ」） 林立騎（エルフリーデ・イェリネク作「光のない。」「光のないII」「雲。家。」） | 2013年1月15日 於あうるすぽっと               |
| 第6回（2013年）  | 中村まり子（ウジェーヌ・イヨネスコ作「まくべっと」） 谷賢一（マーク・セント・ジャーメイン作「最後の精神分析−フロイトVSルイス−」） | 2014年1月14日 於あうるすぽっと               |
| 第7回（2014年）  | 藤井慎太郎（ワジディ・ムワワド作「炎 アンサンディ」） 木内宏昌（ニーナ・レイン作「TRIBES トライブス」とジャン・コクトー作「おそるべき親たち」） | 2015年1月13日 於あうるすぽっと               |
| 第8回（2015年）  | 浦辺千鶴（ニック・ペイン作「星ノ数ホド」とリチャード・カリノスキー作「月の獣」） 松鵜功記（ルーカス・ベアフース作「20000ページ」） | 2016年1月12日 於あうるすぽっと               |
| 第9回（2016年）  | 洪明花（パク・グニョン作「代代孫孫2016」と チャン・ジン作「トンマッコルへようこそ」） 秋月準也（ミハイル・ブルガーコフ作「ゾーヤ・ペーリツのアパート」） | 2017年1月10日 於あうるすぽっと               |
| 第10回（2017年） | 水谷八也（ジョン・オズボーン作「怒りをこめてふり返れ」） 小山ゆうな（ヴォルフガング・ヘルンドルフ作・ロベルト・コアル上演「チック」） | 2018年1月9日 於あうるすぽっと                |
| 第11回（2018年） | 田ノ口誠悟（イスマエル・サイディ作「ジハード―Djihad―」） KAAT神奈川芸術劇場・世田谷パブリックシアター（エンダ・ウォルシュ作・小宮山智津子訳・白井晃演出「バリーターク」） | 2019年1月8日 於あうるすぽっと                |
| 第12回（2019年） | 渡辺真帆（ガンナーム・ガンナーム作「朝のライラック」） 文学座アトリエの会（テーナ・シュティヴィチッチ作・常田景子訳・松本祐子演出「スリーウインターズ」） 劇団昴ザ・サード・ステージ（トレイシー・レッツ作・田中壮太郎訳・演出「8月のオーセージ」） | 2020年1月20日 於あうるすぽっと               |
| 第13回（2020年） | 沈池娟（シム・ヂヨン）（李（イ）ボラム作「少年Bが住む家」） 世田谷パブリックシアター（フリードリヒ・シラー作・スティーブン・スペンダー上演台本・安西徹雄訳・森新太郎演出「メアリ・スチュアート」） 特別賞・新国立劇場シェイクスピア歴史劇シリーズ（2009年10月「ヘンリー六世・三部作」から2020年10月「リチャード二世」に到るシェイクスピア歴史劇シリーズの上演） | 2021年1月18日 於あうるすぽっと               |
| 第14回（2021年） | 齋藤敦子（フロリアン・ゼレール作「Le Fils 息子」） 高橋亜子（Music＆Lyrics by NICK BLAEMIRE・ Book by JAMES GARDINER「Glory Days グローリー・デイズ」ボブ・ウォルトン＆ジム・ウォルトン脚本・作詞・作曲「ダブル・トラブル」） オフィスコットーネ（ジャン＝ポール・サルトル作・岩切正一郎訳・稲葉賀恵演出・綿貫凜プロデューサー「墓場なき死者」） 風姿花伝プロデュース（ジョン・パトリック・シャンリィ作・小川絵梨子訳・演出「ダウト 〜疑いについての寓話」） 特別賞・松岡和子（シェイクスピア37戯曲完訳） | 2022年1月24日 於あうるすぽっと               |
| 第15回（2022年） | 髙田曜子（『MUDLARKS』『THE PRICE』の翻訳に対して） 市川洋二郎（『The View Upstairs』の翻訳に対して） Pカンパニー（『5月35日』の上演に対して） トランスレーション・マターズ（『月は夜をゆく子のために』の上演に対して） | 2023年1月10日 於あうるすぽっと               |
| 第16回（2023年） | ・大川珠季：マリウス・フォン・マイエンブルク作『火の顔』、ソフォクレス原作・ブレヒト作『アンティゴネ』、エーヴァルト・パルメツホーファー作『未婚の女』の翻訳・ドラマトゥルクに対して ・關智子：アリス・バーチ作『アナトミー・オブ・ア・スーサイド―死と生をめぐる重奏曲―』の翻訳に対して） ・劇団青年座：イ・ヤング（李羊九）作『黄色い封筒』の上演に対して ・名取事務所：パレスチナ演劇上演シリーズ（『占領の囚人たち』パレスチナ人政治囚、エイナット・ヴァイツマン、ダーリーン・タートゥール作）および、現代カナダ演劇上演（ニコラス・ビヨン2作品上演『慈善家－フィランスロピスト』『屠殺人 ブッチャー』）に対して） | 2024年1月15日 於あうるすぽっと               |